# Momisis melanura
Momisis melanura är en skalbaggsart som beskrevs av Charles Joseph Gahan 1901. Momisis melanura ingår i släktet Momisis och familjen långhorningar. Inga underarter finns listade i Catalogue of Life.